# Вулиця Сергія Світославського
Ву́лиця Сергі́я Світосла́вського — вулиця в Дарницькому районі міста Києва, місцевість Бортничі. Пролягає від Лісної вулиці до вулиці Івана Дяченка.
Прилучаються вулиці Чехова та Демидівська.

## Історія
Вулиця виникла в середині XX століття, мала назву вулиця Чкалова,  на честь радянського льотчика-випробувача Героя Радянського Союзу Валерія Чкалова.
2022 року пропонувалося перейменувати вулицю на честь українського педагога, письменника, науковця-хіміка, учасника національно-визвольних змагань 1917—1920 років Петра Франка, проєкт перейменування було відхилено.
Сучасна назва на честь українського художника Сергія Світославського — з 2023 року.